# Koroljov SK-4
Koroljov SK-4 (rusky: Королёв CK-4) bylo sovětské, lehké letadlo pro dálkové lety. Letoun byl vytvořen přelomu 20. a 30 let konstruktérem Sergejem Pavlovičem Koroljovem.

## Vznik a vývoj
Sergej Koroljov od roku 1927 pracoval v leteckém průmyslu a současně, večerně pokračoval ve studii na vysoké škole, která zahájil v roce 1924. V průběhu studia se intenzivně zabýval konstrukcí kluzáků. Jako diplomovou práci na Fakultě mechaniky Moskevské státní technické univerzity N.E. Baumana (Московский государственный технический университет им. Н. Э. Баумана) navrhl lehké dvoumístné letadlo pro dálkové lety. Vedoucím jeho diplomové práce byl slavný konstruktér Andrej Tupolev. V listopadu 1929 projekt obhájil a 9. února 1930 získal diplom leteckého inženýra. V červnu nastoupil do Centrálního aerohydrodynamického institutu (Centralnyj aerogidrodinamičeskij institut – CAGI).
Vzhledem k tomu, že navrhl diplomovou prací zajímavý letoun, byl vyzván, aby letoun postavil. Jako první variantu přijal S. Korolev pro SK-4 hvězdicový motor Walter NZ-60 o výkonu 60 k/44 kW. (stejný jako u letounu Jakovleva AIR-3), i když uvažoval i o silnějším hvězdicovém motoru Švecov M-11 (100 k/74 kW) a také o využití raketového motoru OR-1 nebo OR-2 s projektovaným tahem 50 kp, na jehož konstrukci od roku 1931 pracoval v Moskevské skupině pro studium reaktivního pohybu (MosGIRD). Od tohoto záměru ale velmi brzy ustoupil. Zástavba zmíněného motoru do zádě trupu letounu typu SK-4 by totiž vedla k výraznému posunu aerodynamického těžiště a nutnosti zásadně jej překonstruovat.

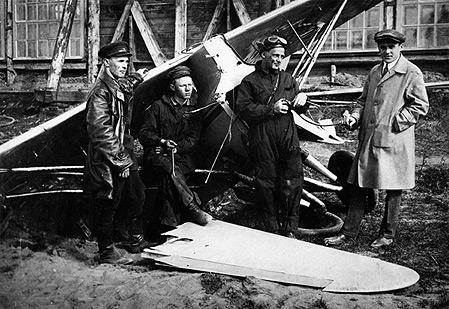
Trosky letounu SK-4 po nehodě (zprava Koroljov, Košic, Šimrajev, Podlesnij)

Za peněžní podpory od Ústředního výboru Společnosti pro podporu obrany, letecké a chemické výroby Osoaviachim (pozdější DOSAAF) tento dvoumístný stroj SK-4 v dubnu 1930 také postavil a spolu se zkušebním pilotem Dmitrijem Košicem zalétal. Již o několik měsíců dříve totiž získal složením zkoušek ve škole Mosaviachim pilotní průkaz pro motorové letouny.
Testy, které byly provedeny zkušebním pilotem D. A. Košicem a uskutečnily se v roce 1930 na hlavním letišti v Moskvě, ukázaly dobré výsledky. Letadlo dosáhlo maximální rychlosti až 160 km/h a přistávací rychlosti 68 km/h a mohlo létat bez přistání po dobu 12 hodin. Taková doba trvání letu nebyla dosažena žádným jiným letadlem této třídy.
Byl to první a také poslední letoun Koroljova s pístovým motorem. V roce 1936 Sergej Koroljov postavil první raketově poháněný letoun Koroljov RP-318 jako adaptaci kluzáku SK-9 (1935) vlastní konstrukce.

## Popis letounu
Letoun se vyznačoval křídlem velkého rozpětí, které se podobalo spíše křídlu kluzáku. Kluzáky Koroljov do té doby skutečně navrhoval (SK-1 až SK-3). Koroljov chtěl maximální jednoduchostí konstrukce dosáhnout maximální efektivity hmotnosti a rekordně dlouhé doby letu.
Jednalo se o lehký hornokřídlý jednoplošník. Letadlo bylo smíšené konstrukce převážně ze dřeva. Dvounosníkové křídlo mělo vysoký poměr rozpětí a hloubky. Bylo v něm instalováno šest palivových nádrží na benzín (celkem o hmotnosti paliva 190 kg), které mu měly zajišťovat vytrvalost letu až 12 hodin.
Letoun měl dvoumístný kokpit v tandemovém uspořádání se zdvojeným řízením. Viditelnost z letounu nebyla právě nejlepší. Křídlo bylo nad trupem na velmi nízkých vzpěrách (baldachýn). První kokpit byl přímo pod křídlem a druhý v úrovní odtokové hrany křídla. Letoun měl klasický kolový podvozek s rozchodem kol 1,5 m.

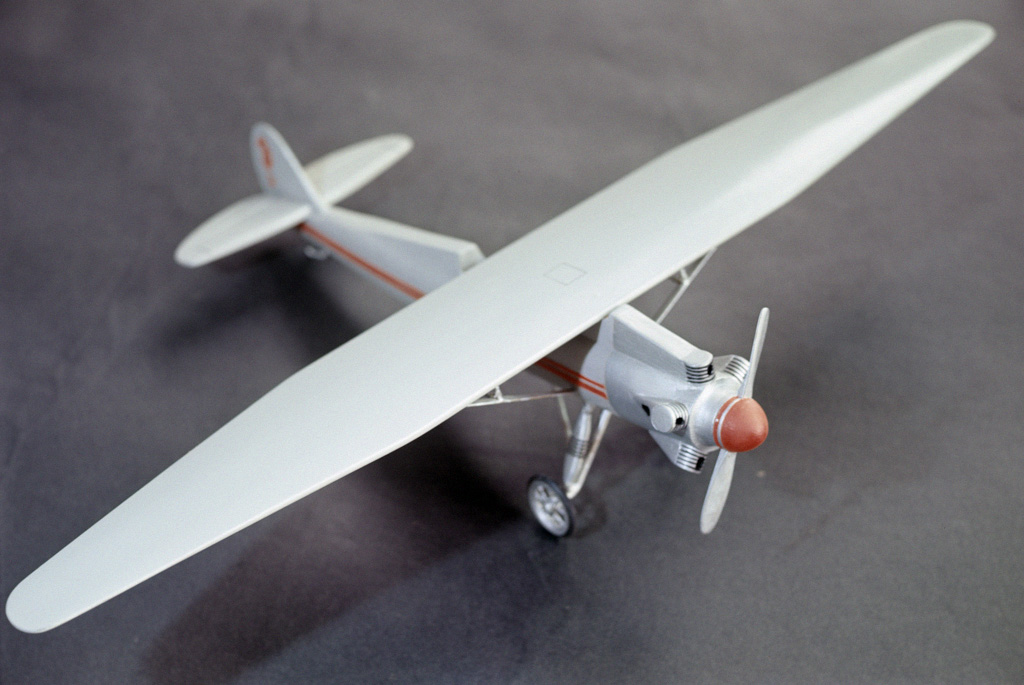
Model letadla navržený akademikem Sergejem Koroljovem (1907-1966)

## Použití
Piloti, technici a mechanici dopravních týmů Aeroflotu na Frunzeho centrálním letišti v Moskvě se zájmem sledovali v letech 1930-1 lety malého, dvoumístného letounu, který se vyznačoval neobvykle protáhlým křídlem. V tom období byl letoun vyzkoušen několika lety, ale jeho motor Walter NZ-60 nepracoval spolehlivě. Zřejmě to nebyl zcela nový motor, protože továrna Walter již před nějakým časem přestala tyto motory vyrábět a nahradila je modernějšími typy (NZ-70 a Vega), které byly ve výrobě od roku 1929.
K pokusu o rekordní lety nakonec vůbec nedošlo, protože SK-4 byl během pokusů poškozen. V jednom letu za pilotáže D. Košice motor vysadil a stroj se zřítil na střechu letištního hangáru. Nikomu se naštěstí nic nestalo, ale stroj byl na odpis.

## Uživatelé
- Sovětský svaz
  - Osoaviachim

## Specifikace
Údaje dle

### Technické údaje
- Posádka: 2
- Rozpětí křídla: 12,2 m
- Délka: 7,15 m
- Výška: 1,88 m
- Nosná plocha: 15,36 m2
- Plošné zatížení: 45,0 kg/m2
- Hmotnost prázdného letounu: 335 kg
- Vzletová hmotnost: 690 kg
- Pohonná jednotka: vzduchem chlazený hvězdicový pětiválcový motor Walter NZ-60
  - nominální výkon: 60 k (44 kW) při 1400 ot/min
  - vzletový výkon: 75 k (55 kW) při 1750 ot/min
- Vrtule: dřevěná, dvoulistá vrtule s pevnými listy

### Výkony
- Maximální rychlost: 160 km/h
- Cestovní rychlost: km/h
- Přistávací rychlost: 68 km/h
- Dostup: 4 000 m
- Vytrvalost: 12 hodin